# Scombrolabrax heterolepis
El escolarín (Scombrolabrax heterolepis), única especie del género Scombrolabrax que a su vez es el único encuadrado en la familia Scombrolabracidae, la única del suborden Scombrolabracoidei. Es un pez marino del orden Perciformes, distribuido por aguas profundas subtropicales de los océanos Atlántico, Índico y Pacífico.
Su nombre deriva del latín: scomber (caballa) + labrus (labio).

## Morfología
En la cabeza tiene el premaxilar protrusible, con el borde de opérculo y preopérculo aserrados.
Cuerpo de color marrón oscuro, que alcanza unos 30 cm de longitud máxima.